# Mariano Gil Castelo Branco
Mariano Gil Castello Branco, primeiro e único Barão de Castello Branco (José de Freitas-Pi, 1848 — Teresina-Pi, 1935) oriundo de uma das famílias de origem portuguesa mais aristocráticas do Piauí e de toda a Região Nordeste do Brasil, era filho de um casal de primos em terceiro grau Dom Mariano Gil Castello Branco e Dona Vitória Perpétua de Jesus, ambos bisnetos de Dom Francisco da Cunha e Silva Castello Branco, rico fazendeiro na região de Campo Maior no Piauí, que em 1765 teve a sua nobreza oficialmente reconhecida pela coroa portuguesa a mercê do atestado de fidalguia e nobreza, comprovando que seu avô materno, Dom Francisco da Cunha Castello Branco se estabeleceu no Piauí após sofrer um naufrágio na região litorânea piauiense e que o mesmo descendia de alguns dos mais relevantes monarcas medievos europeus, nomeadamente Dom Afonso Henriques I, do nobre naufragado, também descendiam os fazendeiros Dom João do Rego Castello Branco e Dom Luís Carlos Pereira de Abreu Bacelar "Luís Carlos da Serra Negra", bem como o presidente Humberto Castelo Branco; e de ramificações das famílias Ferraz e Pereira da Silva, dentre outras.

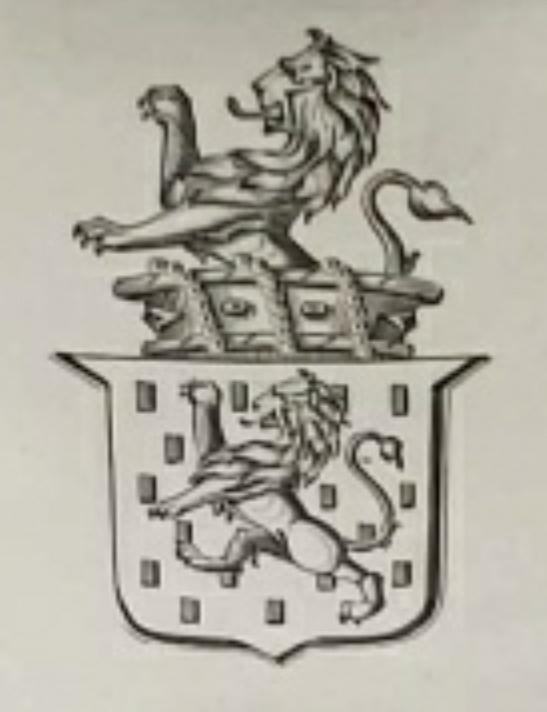
Brasão da baronia.

## Biografia
Casou-se com sua prima Cândida Burlamaqui Castello Branco, de quem teve grande descendência. Foi deputado provincial (1884-1885), depois nomeado vice-governador do Piauí, em 1892. Nessa época residia em sua chácara, próxima à Igreja de São Benedito, um dos pontos mais elevados cidade de Teresina, capital piauiense.
Jornalista, fundou o jornal "O Combate" e foi diretor de "O Democrático", além de diretor regional do Partido Democrático.
Era coronel da Guarda Nacional, foi agraciado barão em 2 de outubro de 1889.